# Wyatt Davis
Wyatt Davis (geboren am 17. Februar 1999 in Bellflower, Kalifornien) ist ein US-amerikanischer American-Football-Spieler auf der Position des Guards. Er spielte College Football für die Ohio State University und wurde im NFL Draft 2021 in der dritten Runde von den Minnesota Vikings ausgewählt. Zuletzt spielte Davis für die Cleveland Browns.

## College
Davis besuchte die St. John Bosco High School in seiner Heimatstadt Bellflower, Kalifornien. Ab 2017 ging er auf die Ohio State University, um College Football für die Ohio State Buckeyes zu spielen. Nach einem Redshirt-Jahr kam er 2018 in allen 14 Partien zum Einsatz, in den letzten beiden Spielen wurde er als Starter eingesetzt. In der Saison 2019 bestritt er alle Spiele von Beginn an und wurde in das All-Star-Team der Big Ten Conference sowie zum Consensus All-American gewählt.
Nach der Ankündigung der Big Ten Conference, die Saison wegen der COVID-19-Pandemie in den Vereinigten Staaten zu verschieben, entschloss sich Davis zunächst zu einem Verzicht auf die Saison. Nachdem die Saison schließlich doch im Herbst stattfinden sollte, revidierte er diese Entscheidung. Er gewann 2020 die Auszeichnung als bester Offensive Lineman in der Big Ten und wurde zum Unanimous All-American gewählt. Im College Football Playoff National Championship Game gegen die Alabama Crimson Tide verletzte Davis sich am Knie. Wenig später gab er seine Anmeldung für den NFL Draft bekannt. Nachdem Davis ursprünglich weitgehend als möglicher Erstrundenpick gesehen wurde, beeinflusste seine Verletzung diese Einschätzung deutlich, zumal er sich in dieser Saison bereits zuvor zweimal leicht verletzt hatte.

## NFL
Davis wurde im NFL Draft 2021 in der dritten Runde an 86. Stelle von den Minnesota Vikings ausgewählt. Er kam als Rookie ausschließlich in den Special Teams zum Einsatz. Vor Beginn der Saison 2022 wurde er von den Vikings entlassen, woraufhin er sich dem Practice Squad der New York Giants anschloss. Am 8. September nahmen die New Orleans Saints Davis für ihren 53-Mann-Kader unter Vertrag. Er kam nur in Woche 5 für zwei Snaps zum Einsatz, am 8. November wurde er entlassen. Daraufhin nahmen die Arizona Cardinals Davis über die Waiver-Liste unter Vertrag. Auch in Arizona kam Davis lediglich zu einem Kurzeinsatz, in Woche 10 spielte er einen Snap gegen die Los Angeles Rams. Am 27. Dezember 2022 wurde er entlassen und daraufhin via Waiver von den New York Giants verpflichtet. In der Saison 2023 kam Davis verletzungsbedingt nicht zum Einsatz. Im Juni 2024 nahmen die Cleveland Browns Davis unter Vertrag. Am 26. August 2024 wurde Davis von den Browns im Rahmen der Kaderverkleinerung auf 53 Spieler entlassen.

## Persönliches
Davis′ Großvater Willie Davis spielte als Defensive End für die Cleveland Browns und die Green Bay Packers in der NFL. Er ist Mitglied der Pro Football Hall of Fame.